# 66. ceremonia wręczenia nagród Brytyjskiej Akademii Filmowej
66. ceremonia wręczenia nagród Brytyjskiej Akademii Filmowej za rok 2012, odbyła się 10 lutego 2013 w Royal Opera House w Londynie. Nominacje do nagród zostały ogłoszone 9 stycznia br., a prezentacji dokonali aktorzy Jeremy Irvine i Alice Eve.
Nagrodę Academy Fellowship otrzymał reżyser Alan Parker.

## Laureaci i nominowani
Laureaci nagród wyróżnieni są wytłuszczeniem

### Najlepszy film
- Grant Heslov, Ben Affleck i George Clooney – Operacja Argo
  - Eric Fellner, Debra Hayward, Cameron Mackintosh i Tim Bevan – Les Misérables. Nędznicy
  - Ang Lee, David Womark i Gil Netter – Życie Pi
  - Steven Spielberg i Kathleen Kennedy – Lincoln
  - Mark Boal, Kathryn Bigelow i Megan Ellison – Wróg numer jeden

### Najlepszy brytyjski film
(Nagroda im. Alexandra Kordy)
- John Logan, Robert Wade, Michael G. Wilson, Barbara Broccoli, Neal Purvis i Sam Mendes – Skyfall
  - Martin McDonagh, Graham Broadbent i Peter Czernin – 7 psychopatów
  - Joe Wright, Paul Webster, Tom Stoppard i Tim Bevan – Anna Karenina
  - John Madden, Ol Parker, Graham Broadbent i Peter Czernin – Hotel Marigold
  - William Nicholson, Eric Fellner, Debra Hayward, Tom Hooper, Tim Bevan i Cameron Mackintosh – Les Misérables. Nędznicy

### Najlepszy film nieanglojęzyczny
- Michael Haneke i Margaret Ménégoz – Miłość • Francja
  - Asle Vatn, Morten Tyldum i Marianne Gray – Łowcy głów • Norwegia
  - Nicolas Duval-Adassovsky, Olivier Nakache, Eric Toledano, Yann Zenou i Laurent Zeitoun – Nietykalni • Francja
  - Thomas Vinterberg, Sisse Graum Jørgensen i Morten Kaufmann – Polowanie • Dania
  - Jacques Audiard i Pascal Caucheteux – Z krwi i kości • Francja

### Najlepsza reżyseria
- Ben Affleck – Operacja Argo
  - Quentin Tarantino – Django
  - Michael Haneke – Miłość
  - Kathryn Bigelow – Wróg numer jeden
  - Ang Lee – Życie Pi

### Najlepszy scenariusz adaptowany
- David O. Russell – Poradnik pozytywnego myślenia
  - Chris Terrio – Operacja Argo
  - Lucy Alibar i Benh Zeitlin – Bestie z południowych krain
  - David Magee – Życie Pi
  - Tony Kushner – Lincoln

### Najlepszy scenariusz oryginalny
- Quentin Tarantino – Django
  - Michael Haneke – Miłość
  - Paul Thomas Anderson – Mistrz
  - Wes Anderson i Roman Coppola – Kochankowie z Księżyca
  - Mark Boal – Wróg numer jeden

### Najlepszy aktor pierwszoplanowy
- Daniel Day-Lewis – Lincoln
  - Ben Affleck – Operacja Argo
  - Bradley Cooper – Poradnik pozytywnego myślenia
  - Hugh Jackman – Les Misérables. Nędznicy
  - Joaquin Phoenix – Mistrz

### Najlepsza aktorka pierwszoplanowa
- Emmanuelle Riva – Miłość
  - Jessica Chastain – Wróg numer jeden
  - Marion Cotillard – Z krwi i kości
  - Jennifer Lawrence – Poradnik pozytywnego myślenia
  - Helen Mirren – Hitchcock

### Najlepszy aktor drugoplanowy
- Christoph Waltz – Django
  - Alan Arkin – Operacja Argo
  - Javier Bardem – Skyfall
  - Philip Seymour Hoffman – Mistrz
  - Tommy Lee Jones – Lincoln

### Najlepsza aktorka drugoplanowa
- Anne Hathaway – Les Misérables. Nędznicy
  - Amy Adams – Mistrz
  - Judi Dench – Skyfall
  - Sally Field – Lincoln
  - Helen Hunt – Sesje

### Najlepsza muzyka
(Nagroda im. Anthony’ego Asquitha)
- Thomas Newman – Skyfall
  - Mychael Danna – Życie Pi
  - Alexandre Desplat – Operacja Argo
  - Dario Marianelli – Anna Karenina
  - John Williams – Lincoln

### Najlepsze zdjęcia
- Claudio Miranda – Życie Pi
  - Seamus McGarvey – Anna Karenina
  - Danny Cohen – Les Misérables. Nędznicy
  - Janusz Kamiński – Lincoln
  - Roger Deakins – Skyfall

### Najlepsza scenografia
- Eve Stewart i Anna Lynch-Robinson – Les Misérables. Nędznicy
  - Sarah Greenwood i Katie Spencer – Anna Karenina
  - David Gropman i Anna Pinnock – Życie Pi
  - Rick Carter i Jim Erickson – Lincoln
  - Dennis Gassner i Anna Pinnock – Skyfall

### Najlepsze kostiumy
- Jacqueline Durran – Anna Karenina
  - Beatrix Aruna Pasztor – Wielkie nadzieje
  - Paco Delgado – Les Misérables. Nędznicy
  - Joanna Johnston – Lincoln
  - Colleen Atwood – Królewna Śnieżka i Łowca

### Najlepszy montaż
- William Goldenberg – Operacja Argo
  - Fred Raskin – Django
  - Tim Squyres – Życie Pi
  - Stuart Baird – Skyfall
  - Dylan Tichenor i William Goldenberg – Wróg numer jeden

### Najlepsza charakteryzacja i fryzury
- Lisa Westcott – Les Misérables. Nędznicy
  - Ivana Primorac – Anna Karenina
  - Julie Hewett, Martin Samuel i Howard Berger – Hitchcock
  - Peter Swords King, Richard Taylor i Rick Findlater – Hobbit: Niezwykła podróż
  - Lois Burwel i Kay Georgiou – Lincoln

### Najlepszy dźwięk
- Simon Hayes, Andy Nelson, Mark Paterson, Jonathan Allen, Lee Walpole i John Warhurst – Les Misérables. Nędznicy
  - Mark Ulano, Michael Minkler, Tony Lamberti i Wylie Stateman – Django
  - Tony Johnson, Christopher Boyes, Michael Hedges, Michael Semanick, Brent Burge i Chris Ward – Hobbit: Niezwykła podróż
  - Drew Kunin, Eugene Gearty, Philip Stockton, Ron Bartlett i D.M. Hemphill – Życie Pi
  - Stuart Wilson, Scott Millan, Greg P. Russell, Per Hallberg i Karen Baker Landers – Skyfall

### Najlepsze efekty specjalne
- Bill Westenhofer, Guillaume Rocheron, Erik-Jan De Boer i Donald R. Elliott – Życie Pi
  - Paul Franklin, Chris Corbould, Peter Bebb i Andrew Lockley – Mroczny Rycerz powstaje
  - Joe Letteri, Eric Saindon, David Clayton i R. Christopher White – Hobbit: Niezwykła podróż
  - Richard Stammers, Charley Henley, Trevor Wood i Paul Butterworth – Prometeusz
  - Janek Sirrs, Jeff White, Guy Williams i Dan Sudick – Avengers

### Najlepszy film animowany
- Steve Purcell, Mark Andrews i Brenda Chapman – Merida Waleczna
  - Tim Burton – Frankenweenie
  - Sam Fell i Chris Butler – ParaNorman

### Najlepszy film dokumentalny
- Malik Bendjelloul i Simon Chinn – Sugar Man
  - Bart Layton i Dimitri Doganis – W cudzej skórze
  - David Morris i Jacqui Morris – McCullin
  - Kevin Macdonald, Steve Bing i Charles Steel – Marley
  - Amy Berg – West of Memphis

### Najlepszy krótkometrażowy film animowany
- Will Anderson i Ainslie Henderson – The Making Of Longbird
  - Kris Kelly i Evelyn McGrath – Here To Fall
  - Eamonn O’Neill – I’m Fine Thanks

### Najlepszy film krótkometrażowy
- Lynne Ramsay, Peter Carlton i Diarmid Scrimshaw – Swimmer
  - Fyzal Boulifa i Gavin Humphries – The Curse
  - Muriel D’Ansembourg i Eva Sigurdardottir – Good Night
  - Johnny Barrington i Rhianna Andrews – Tumult
  - Mark Gill i Baldwin Li – Problem Voormana

### Najlepszy debiut brytyjskiego scenarzysty, reżysera lub producenta
(Nagroda im. Carla Foremana)
- Bart Layton i Dimitri Doganis – W cudzej skórze (Reżyser/producent)
  - David Morris i Jacqui Morris – McCullin (Reżyserzy)
  - Dexter Fletcher i Danny King – Wild Bill (Reżyser/scenarzysta)
  - James Bobin – Muppety (Reżyser)
  - Tina Gharavi – I Am Nasrine (Reżyser/scenarzysta/producent)

### Nagroda dla wschodzącej gwiazdy
(Głosy publiczności)
- Juno Temple
  - Elizabeth Olsen
  - Andrea Riseborough
  - Suraj Sharma
  - Alicia Vikander

### Academy Fellowship
- Alan Parker

### Nagroda za brytyjski wkład w rozwój światowego kina
(Nagroda im. Michaela Balcona)
- Tessa Ross